# Missões diplomáticas do Omã

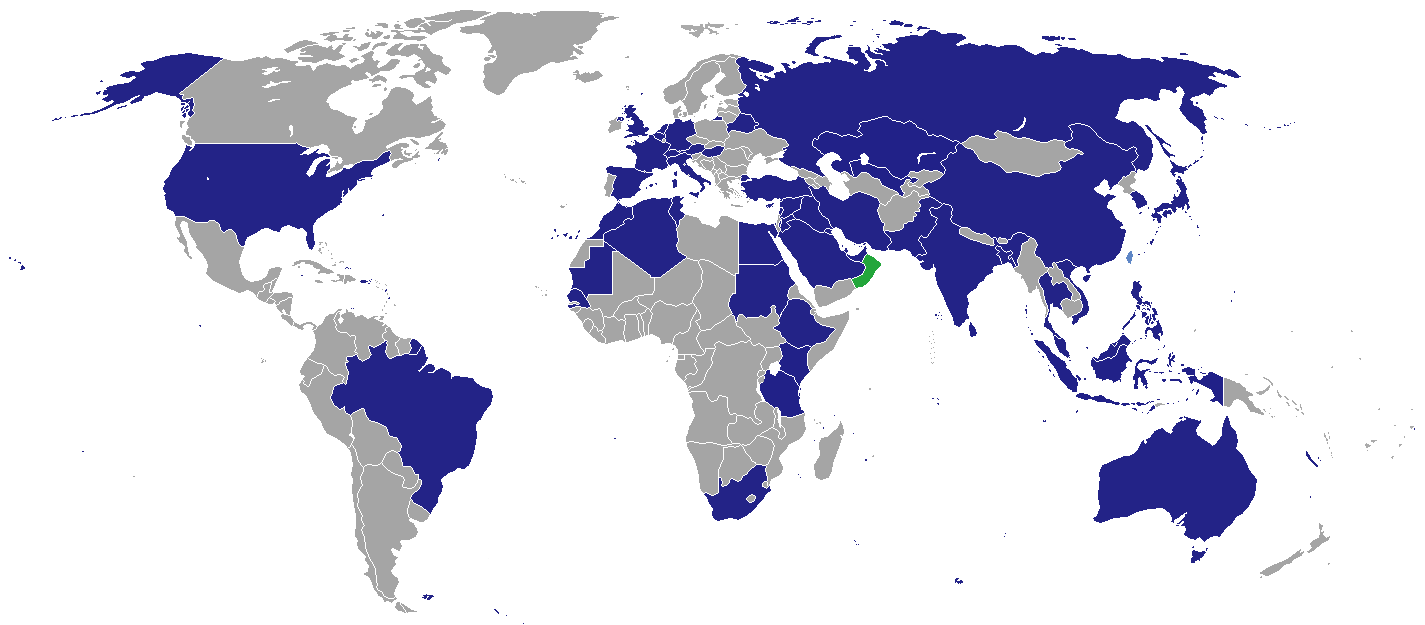
Missões diplomáticas do Omã.

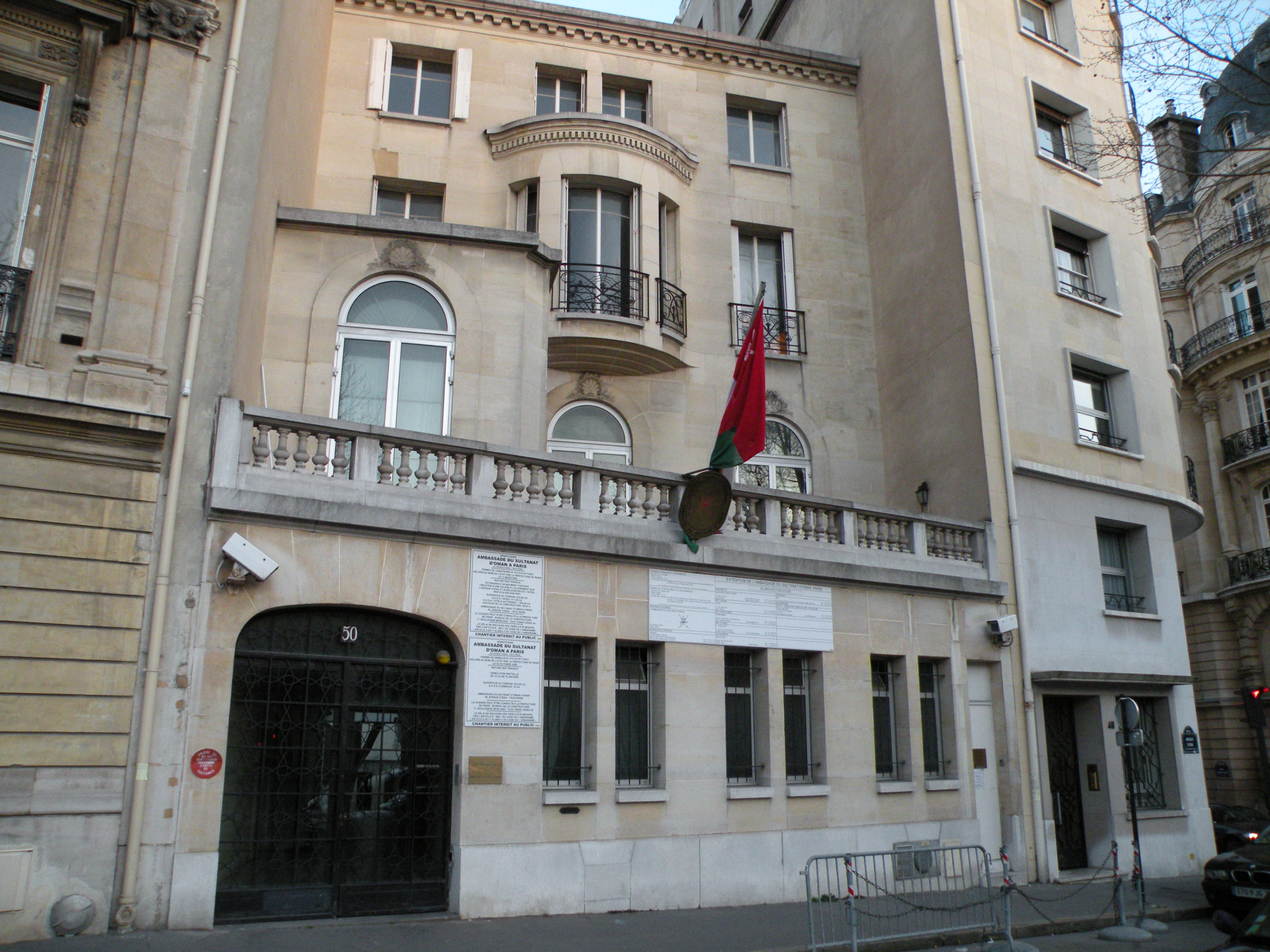
Embaixada do Omã em Paris, França.

Abaixo se encontram as embaixadas e consulados do Omã:

## Europa
- Alemanha
  - Berlim (Embaixada)
- Áustria
  - Viena (Embaixada)
- Bélgica
  - Bruxelas (Embaixada)
- França
  - Paris (Embaixada)
- Itália
  - Roma (Embaixada)
- Países Baixos
  - Haia (Embaixada)
- Reino Unido
  - Londres (Embaixada)
- Rússia
  - Moscou (Embaixada)

## Américas
- Brasil
  - Brasília (Embaixada)
- Estados Unidos
  - Washington DC (Embaixada)

## Oriente Médio
- Arábia Saudita
  - Riad (Embaixada)
- Bahrein
  - Manama (Embaixada)
- Emirados Árabes Unidos
  - Abu Dhabi (Embaixada)
- Irão
  - Teerã (Embaixada)
- Jordânia
  - Amã (Embaixada)
- Kuwait
  - Cidade do Kuwait (Embaixada)
- Líbano
  - Beirute (Embaixada)
- Catar
  - Doha (Embaixada)
- Síria
  - Damasco (Embaixada)
- Turquia
  - Ancara (Embaixada)
- Iêmen
  - Sana (Embaixada)
  - Aden (Consulado)

### África
- África do Sul
  - Pretória (Embaixada)
- Argélia
  - Argel (Embaixada)
- Egito
  - Cairo (Embaixada)
- Marrocos
  - Rabat (Embaixada)
- Sudão
  - Cartum (Embaixada)
- Tunísia
  - Túnis (Embaixada)

## Ásia
- Brunei
  - Bandar Seri Begawan (Embaixada)
- China
  - Pequim (Embaixada)
- Coreia do Sul
  - Seul (Embaixada)
- Índia
  - Nova Délhi (Embaixada)
  - Mumbai (Consulado)
- Indonésia
  - Jacarta (Oficina de representação)
- Japão
  - Tóquio (Embaixada)
- Malásia
  - Kuala Lumpur (Embaixada)
- Paquistão
  - Islamabad (Embaixada)

## Oceania
- Austrália
  - Melbourne (Consulado)

## Organizações multilaterais
- Bruxelas (Missão permanente do Omã ante a União Europeia)
- Cairo (Missão permanente do Omã ante a Liga Árabe)
- Genebra (Missão permanente do Omã ante as Nações Unidas e outras organizações internacionais)
- Nova Iorque (Missão permanente do Omã ante as Nações Unidas)
- Paris (Missão permanente do Omã ante Unesco)
- Roma (Missão permanente do Omã ante a Organização das Nações Unidas para a Alimentação e a Agricultura)
- Viena (Missão permanente do Omã ante as Nações Unidas)